# Media Nusantara Citra
PT Media Nusantara Citra Tbk (MNC Media) – indonezyjskie przedsiębiorstwo mediowe, będące jednym z największych tego typu koncernów w kraju.
Zostało założone w 1997 roku, a swoją siedzibę ma w Dżakarcie.
Jest właścicielem szeregu krajowych kanałów telewizyjnych, m.in. niekodowanych stacji RCTI, MNCTV, GTV (Global TV) i iNews TV. Do grupy MNC należą również drukowane środki przekazu (Koran Sindo, Sindo Weekly), stacja radiowa MNC Trijaya FM oraz internetowe serwisy informacyjne (Sindonews.com, Okezone.com). Oprócz tego grupa jest operatorem ponad 20 kanałów płatnej telewizji.
Od 2007 roku przedsiębiorstwo jest notowane na Indonezyjskiej Giełdzie Papierów Wartościowych.